# Helina emeishanana
Helina emeishanana är en tvåvingeart som beskrevs av Guan, Feng och Ma 2001. Helina emeishanana ingår i släktet Helina och familjen husflugor.
Artens utbredningsområde är Sichuan (Kina). Inga underarter finns listade i Catalogue of Life.